# Kőmíves Tamás
Kőmíves Tamás (Budapest, 1944. november 12. –) magyar vegyészmérnök, agrokémikus, egyetemi tanár, a Magyar Tudományos Akadémia rendes tagja. Kutatási területe a növényvédelem. 1994 és 2008 között az MTA Növényvédelmi Kutatóintézete igazgatója.

## Életpályája
1963-ban érettségizett a mezőkövesdi I. László (ma: Szent László) Gimnáziumban. 1964-ben iratkozott be a Veszprémi Vegyipari Egyetemre, ahol 1969-ben szerzett vegyészmérnöki diplomát. Diplomájának megszerzése után az MTA Központi Kémiai Kutatóintézet Elméleti Szerves Kémia Osztályánál kapott tudományos gyakornoki, majd tudományos munkatársi állást. 1981-83-ban a berkeley-i Kaliforniai Egyetem Entomológiai Intézeténél kutatott ösztöndíjasként. 1983-ban tért haza, amikor a Központi Kémiai Kutatóintézet tudományos főmunkatársa, illetve tudományos osztályvezető-helyettese lett a Növényvédő Szer Kutatási Osztályon. 1988-ban átment a Herman Ottó úti mezőgazdasági kutatótelepen található MTA Növényvédelmi Kutatóintézetbe, ahol a Szerveskémiai Osztály vezetőjévé nevezték ki. Közben 1991-ben rövid időre a Berni Egyetemen volt vendégprofesszor. 1994-ben megbízták a kutatóintézet vezetésével. 2001-ben a berkeley-i Kaliforniai Egyetem Környezettudományi Intézetében volt vendégkutató. 2008-ban adta át a kutatóintézet vezetését Barna Balázsnak. Ugyanebben az évben lett az intézet kutatóprofesszora.
Kutatóintézeti állása mellett oktatási feladatokat is elvállalt: a Gödöllői Agrártudományi Egyetemen tartott növényvédelmi kurzusokat. 1998 és 2001 között Széchenyi professzori ösztöndíjjal kutatott. 2000-ben habilitált. 2006-ban a gyöngyösi Károly Róbert Főiskola Környezettudományi Intézetére kapott egyetemi tanári kinevezést.
1980-ban védte meg a mezőgazdasági tudományok kandidátusi, 1996-ban akadémiai doktori értekezését. Az MTA Növényvédelmi Bizottságának lett tagja, később elnöke. 2004-ben megválasztották a Magyar Tudományos Akadémia levelező, 2010-ben pedig rendes tagjává. Az Akadémiai Kutatóhelyek Tanácsa, valamint intézetigazgatói megbízatása idején az Akadémiai Kutatóhelyek Vezetői Tanácsa (AKVT) tagja.

## Munkássága
Fő kutatási területe a növényvédelmi technológiák környezettudományi hatásainak vizsgálata. Még a Központi Kémiai Kutatóintézetben különböző növényvédő szerek kémiai szerkezete és reakciókészsége közötti összefüggések vizsgálatával foglalkozott. Emellett kutatta a növényvédő szerek maradványainak analitikai kérdéseit is. Kétéves amerikai kutatásai alatt  új gyomszabályozó szerek biokémiai hatásmódját tanulmányozta.
Hazatérése után a gyomszabályozó szerek és antidotumaik kutatásával foglalkozott. Az MTA Növényvédelmi Kutatóintézetében különböző környezetkímélő növényvédő szerek kémiai-analitikai tulajdonságaik vizsgálta. Külföldi vendégkutatásai során különböző környezetszennyező vegyületek növényi hatásaival, valamint peszticidek környezeti bomlásreakcióival foglalkozott. A 2000-es években növényvédő szerek környezeti átalakulásait, szennyezett talajok megtisztítását növényekkel és a növényvédelem gyakorlatának kérdéseit vizsgálta. Legújabb kutatási területe a körkörös gazdasággal és az ökológiai ciklusokkal kapcsolatos.
Több, mint háromszáz tudományos publikáció szerzője vagy társszerzője. Publikációit magyar és angol nyelven adja közre. Google Tudós profilja ezekre több, mint 3000 hivatkozást tart nyilván.
Alapító elnöke az Európai Ökociklus Társaságnak, alapító főszerkesztője a Társaság open access tudományos folyóiratának, az Ecocycles-nak, és tagja az MDPI Water nemzetközi tudományos folyóirat szerkesztőbizottságának.

## Díjai, elismerései
- Kiváló feltaláló (arany fokozat, 1986)
- Ipolyi Arnold tudományfejlesztési díj (2003, OTKA)
- Pro Facultati Scientiae Agrariae (2013, Szent István Egyetem)
- Doctor Honoris Causa (2014, Nyugat-Magyarországi Egyetem)

## Főbb publikációi
- Új herbicid antidotumok fejlesztése (társszerző, 1983)
- Peroxidation of Lipids in Corn Plants Exposed to Heavy Metal and Herbicide Stress (társszerző, 1993)
- The Ascorbate-glutathione Cycle and Oxidative Stresses in Plants (társszerző, 1997)
- Phytoremediation (társszerző, 2000)
- Pollution Processes in Agri-environment: A New Approach (társszerző, 2004)
- Dendroremediation: the Use of Trees in Cleaning Up Polluted Soils (társszerző, 2006)
- Gene Up-regulation by DNA Demethylation in 35S-gshI-transgenic Poplars (társszerző, 2008)
- Overcoming ammonium toxicity (társszerző, 2015)
- Plant protection in aquaponic systems (társszerző, 2015)
- Survey of aquaponics in Europe (társszerző, 2016)
- On ecocycles and circular economy (társszerző, 2016)
- Strategic points in aquaponics (társszerző, 2017)
- Vegetable intercropping in a small-scale aquaponic system (társszerző, 2017)
- Glutathione S-transferase enzymes in plant-pathogen interactions (társszerző, 2018)
- Disease resistance in plants: The road to phytoalexins and beyond (társszerző, 2019)
- Cultural heritage – the first research campus in Hungary (társszerző, 2019)